# Jörg Tauss

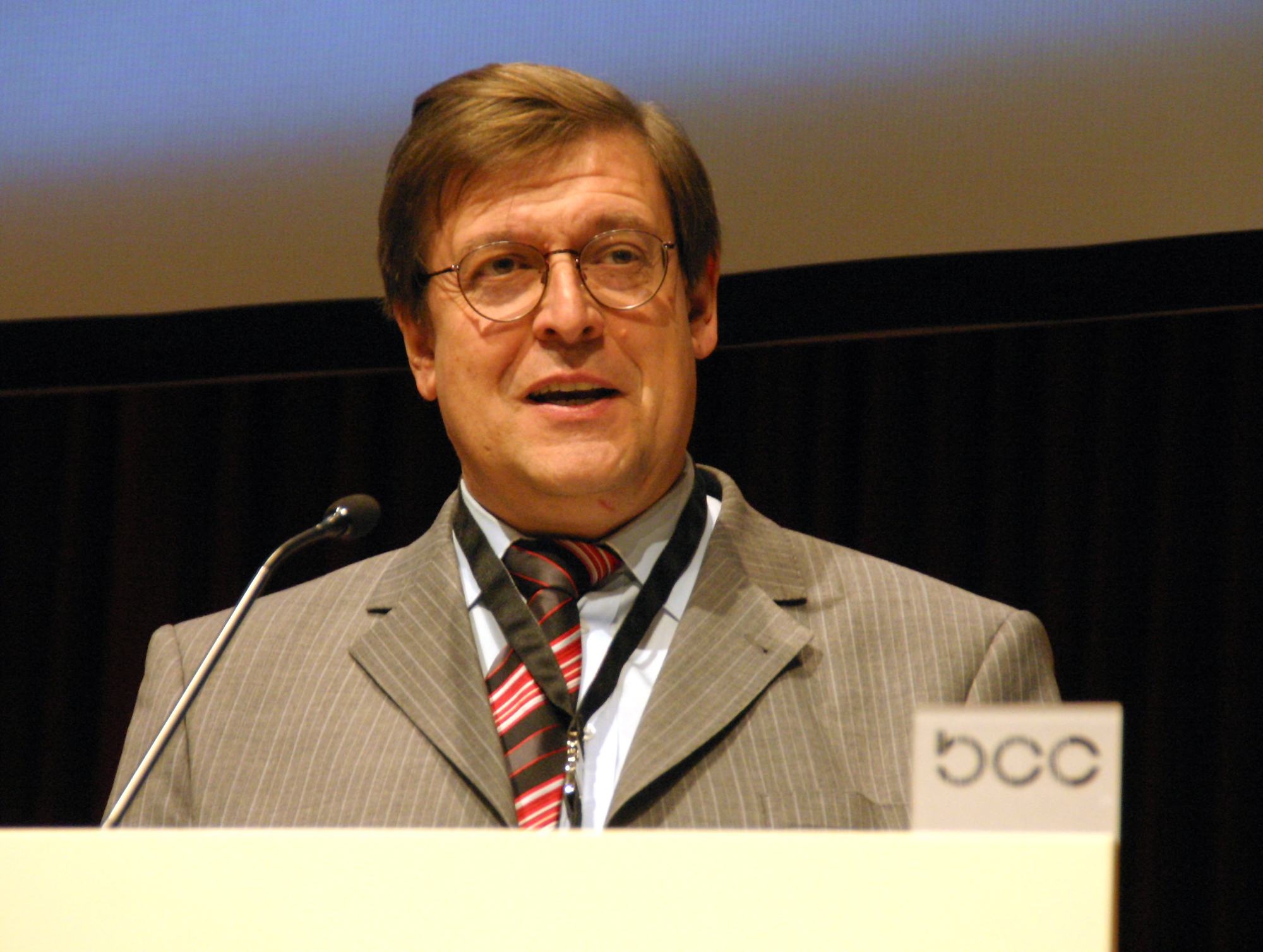
Tauss, 2005

Jörg Tauss (* 5. Juli 1953 in Stuttgart) ist ein ehemaliger deutscher Politiker und war von 1994 bis 2009 Mitglied des Deutschen Bundestages. Er war von 1971 bis 2009 Mitglied der SPD und danach von Juni 2009 bis Mai 2010 Mitglied der Piratenpartei. Im Mai 2010 wurde Tauss wegen Besitzes kinderpornographischer Schriften zu einer Freiheitsstrafe von einem Jahr und drei Monaten zur Bewährung verurteilt.

## Leben

### Beruf und Familie
Nach der Realschule absolvierte Tauss eine Ausbildung zum Versicherungskaufmann in der Hauptverwaltung der Allianzversicherung. Im Jahr 1973 wechselte er als hauptamtlicher Mitarbeiter zur Deutschen Angestellten-Gewerkschaft (DAG), wo er bis 1984 in der Jugendarbeit tätig war. Danach bildete er sich zum Rechtssekretär fort und war anschließend kurzzeitig ab 1984 als freier Journalist hauptsächlich für eine kanadische Fluggesellschaft tätig. Seit 1976 ist Tauss verheiratet.
Tauss wurde im Jahr 1986 zum Zweiten Bevollmächtigten der IG Metall in Bruchsal gewählt und war von 1990 bis 1994 Pressesprecher der IG Metall Baden-Württemberg.

### Politische Laufbahn

#### Aufstieg in der SPD
Im Jahr 1971 trat Tauss in die SPD ein. Er gehörte dem Vorstand des SPD-Kreisverbandes Karlsruhe-Land an und war von 2005 bis 2009 Generalsekretär der SPD in Baden-Württemberg. Bei der Bundestagswahl 1990 bewarb er sich erstmals um ein Mandat, von 1994 bis 2009 war Tauss Mitglied des Deutschen Bundestages. In der SPD-Bundestagsfraktion war er von 1998 bis 2002 Medienbeauftragter. Von 2000 bis 2009 war er Sprecher der Fraktionsarbeitsgruppe Bildung und Forschung und Mitglied des Fraktionsvorstandes. Seit Oktober 2002 war er außerdem Obmann der SPD-Fraktion im Unterausschuss Neue Medien des Bundestagsausschusses für Kultur und Medien und zuvor dessen erster Vorsitzender.
Laut einer Untersuchung des Satiremagazins Helgoländer Vorbote aus dem Jahr 2005 war Tauss mit 2736 Zwischenrufen in 185 untersuchten Sitzungen mit deutlichem Abstand der häufigste Zwischenrufer in Bundestagsdebatten.

#### Rücktritt und Ermittlungsverfahren
Am 5. März 2009 hob der Immunitätsausschuss des Bundestages im Zuge staatsanwaltschaftlicher Ermittlungen gegen Tauss wegen Verdachts des Besitzes kinderpornographischer Schriften seine Immunität als Abgeordneter kurzfristig auf, um eine Durchsuchung seiner Wohn- und Büroräume zu ermöglichen. Tauss trat einen Tag danach von seinen Parteiämtern zurück. Er behielt sein Bundestagsmandat, verzichtete aber auf eine erneute Kandidatur.
Tauss gab an, Kontakte zur Kinderpornografieszene aufgebaut zu haben und zu diesem Zweck auch „szenetypisches Material“ besessen zu haben. Grund dafür sei jedoch ausschließlich sein Versuch gewesen, neue Kommunikationswege der Händler zu ergründen. Tauss erklärte dazu, er halte sich für „nicht schuldig im Sinne der Anklage“ und vertrat die Rechtsauffassung, als zuständiger Fachpolitiker im Bundestag im Sinne von § 184b StGB, Absatz 5, zu seinen Recherchen berechtigt gewesen zu sein.
Die ermittelnde Staatsanwaltschaft Karlsruhe erklärte, es seien „keine objektiven Anhaltspunkte“ für die von Tauss angeführten Recherchetätigkeiten gefunden worden; seine dahin gehenden Behauptungen seien „widerlegt“.

#### Wechsel von der SPD zur Piratenpartei

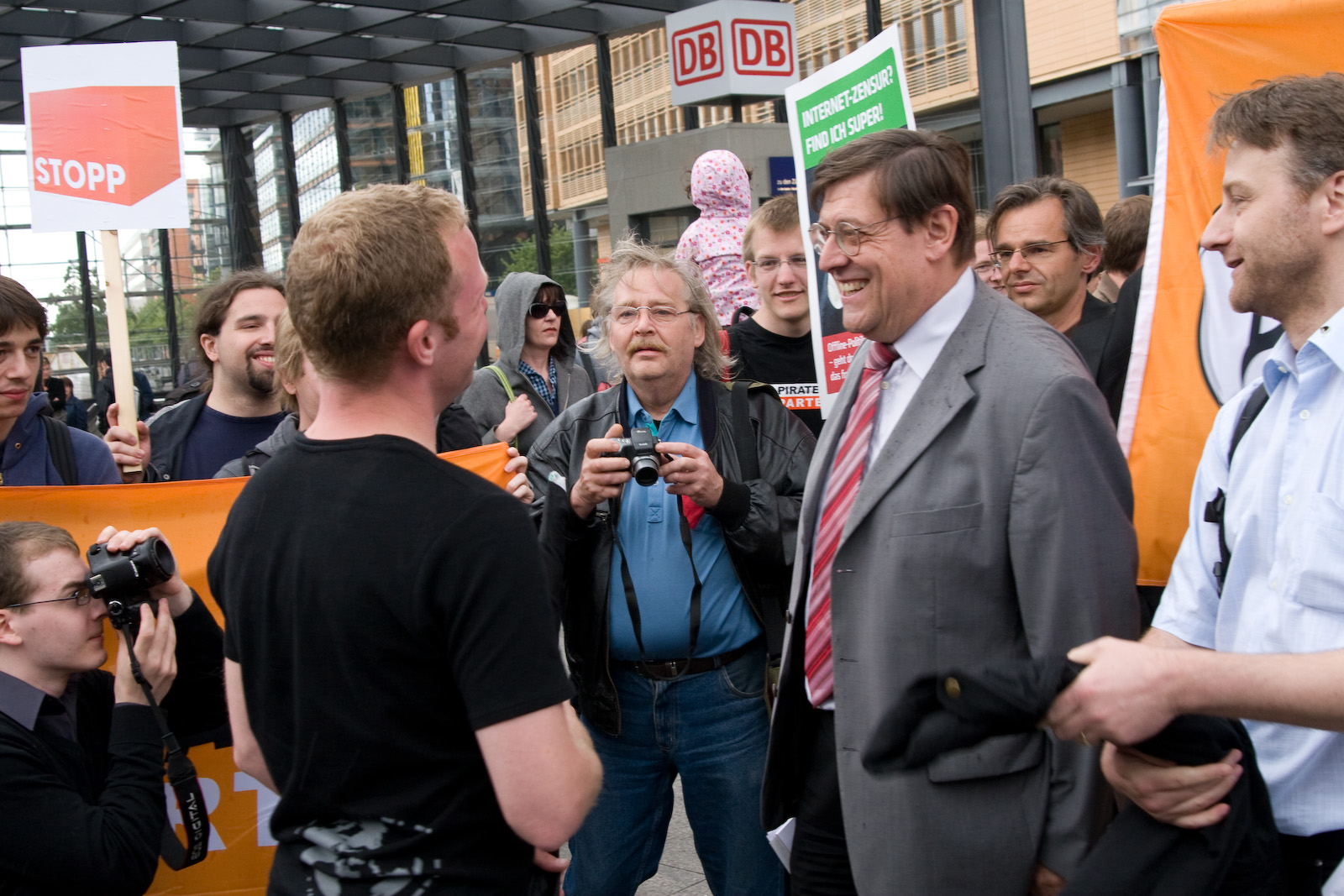
Tauss nach seinem Übertritt zur Piratenpartei auf einer Demonstration, rechts der damalige Bundesvorsitzende der Piratenpartei Jens Seipenbusch

Am 20. Juni 2009 trat Tauss nach 38 Jahren Mitgliedschaft wegen des Abstimmungsverhaltens der SPD-Bundestagsfraktion beim Zugangserschwerungsgesetz aus der SPD aus und wurde kurz darauf Mitglied der Piratenpartei.
Bei der Bundestagswahl 2009 kandidierte Tauss nicht für die Piratenpartei. Der Bundesvorstand der Piratenpartei sprach von einer „Schmutzkampagne“ der Staatsanwaltschaft gegen Tauss und kritisierte die einstimmige Aufhebung von Tauss’ Immunität als „Wahlkampfmanöver“.
Zwei Tage nach seiner erstinstanzlichen Verurteilung am 28. Mai 2010 trat Tauss aus der Piratenpartei aus. Einen Wiedereintritt von Tauss lehnte die Piratenpartei im Oktober 2011 mit der Begründung ab, dass seine Mitgliedschaft dem Frieden und der Geschlossenheit der Partei schade.

### Strafprozess und Verurteilung
Die Staatsanwaltschaft Karlsruhe erhob am 9. September 2009 Anklage beim Landgericht Karlsruhe wegen Besitzes, Weitergabe und Erlangen von kinderpornografischem Material. Sie warf Tauss vor, sich dieses rein privat beschafft zu haben, um sich daran sexuell zu erregen. Am Tag zuvor war der Bundestag einer Empfehlung des Immunitätsausschusses gefolgt und hatte Tauss’ parlamentarische Immunität einstimmig aufgehoben, um eine Anklageerhebung zu ermöglichen. Der am 18. Mai 2010 vor der 2. Großen Strafkammer des Landgerichts Karlsruhe eröffnete Prozess erfuhr breite Medienaufmerksamkeit.
Am 28. Mai 2010 wurde Tauss nach § 184b StGB wegen des „Besitzes kinderpornographischer Schriften u. a. in insgesamt 102 Fällen“ zu einer Freiheitsstrafe von einem Jahr und drei Monaten zur Bewährung verurteilt. Die Bewährungszeit wurde auf zwei Jahre festgelegt. Tauss’ Einlassung, er habe die Taten begangen, um eigene Erkenntnisse über die Verbreitung von Kinderpornographie im Internet zu gewinnen, war das Landgericht nicht gefolgt. Zur Frage, ob sexuelle Motive vorlagen, traf das Gericht keine Feststellungen, da dies für die Tatbestandsverwirklichung des § 184b StGB nicht erforderlich war. Das Urteil beschränkte sich auf die Feststellung eines ausschließlich „privaten Interesses“ an dem Material.
Das Urteil wurde am 24. August 2010 rechtskräftig, da der Bundesgerichtshof Tauss’ Revision als „offensichtlich unbegründet“ verwarf.

## Politische Positionen und Aktivitäten

### Russlandbrücke
Tauss ist Vorsitzender der West-Ost-Gesellschaft in Baden-Württemberg e. V., die unter der Website russlandbruecke.de vor allem Kreml-nahe Meinungen verbreitet, unter anderem 2021, als in einem offenen Brief ein Ende der Sanktionen gegen die Krim gefordert und die völkerrechtswidrige Annexion der Halbinsel durch Russland gerechtfertigt wurde.

### Toll Collect
Nach der Einführung eines Kontrollsystems für die Lkw-Maut stellte Tauss 2005 unter Berufung auf das Informationsfreiheitsgesetz beim Bundesministerium für Verkehr, Bau und Wohnungswesen den Antrag, die nach dem Vergabeverfahren zur LKW-Maut in Deutschland mit dem Konsortium Toll Collect ausgehandelten Verträge einzusehen. Dieser Antrag wurde abgelehnt. Tauss legte Klage gegen diese Entscheidung ein, diese wurde im Juni 2008 mit der Begründung eines laufenden Schiedsverfahrens und der Verletzung von Geschäftsgeheimnissen abgewiesen.

### Netzpolitik
Tauss befasst sich seit dem Anfang der 1990er Jahre schwerpunktmäßig mit Themen wie Kryptographie im Internet und Informationelle Selbstbestimmung. Er kritisierte in den 1990er Jahren wiederholt Initiativen zur Einführung von Verboten privater Verschlüsselung und zur systematischen Überwachung von Informationsströmen im Internet. Bereits 1995 gründete er den Virtuellen Ortsverein der SPD, der als Vorreiter der digitalen Parteiorganisationen gilt. Tauss ist Mitglied des Chaos Computer Clubs.
Tauss war einer von drei SPD-Abgeordneten, die im Bundestag am 18. Juni 2009 gegen das Zugangserschwerungsgesetz der großen Koalition stimmten. Am 1. Juli 2009 legte er vor dem Bundesverfassungsgericht Organklage gegen das Gesetz ein, da der Bundestag trotz erheblicher Änderungen am Gesetzentwurf während des Gesetzgebungsverfahrens keine erneute erste Lesung anberaumt habe.
Tauss hatte sich 2001 gegen die Sperrung von Webseiten in Nordrhein-Westfalen eingesetzt. Damals sollten drei rechtsextreme Websites sowie die Schockerseite rotten.com gesperrt werden. Tauss bezeichnete die Sperren 2001 als „technisch unwirksam und rechtlich höchst umstritten“. Sie würden auch dazu beitragen, „dass die beanstandeten Seiten erst bekannt werden“.